# Oldsmobile Starfire
Oldsmobile Starfire — марка автомобилей, выпускавшихся подразделением Oldsmobile компании General Motors. 

## Концепт-кар (1953)
Концепт-кар Oldsmobile Starfire был представлен в 1953 году на автосалоне Motorama. Название Starfire автомобиль получил в честь реактивного истребителя Lockheed F-94 Starfire.
Starfire являлся четырёхместным кабриолетом со стеклопластиковым кузовом. Он оснащён двигателем Rocket V8 мощностью 150 кВт (200 л. с.). Внешние признаки автомобиля — ковшеобразные сиденья и округлое лобовое стекло.

Чуть позже дебютировал кабриолет 98 Fiesta. Его название в переводе с испанского означает «фестиваль» или «вечеринка». Он оснащён 5,0-литровым двигателем мощностью 130 кВт (170 л. с.). Степень сжатия увеличена с 8,1:1 до 8,3:1.

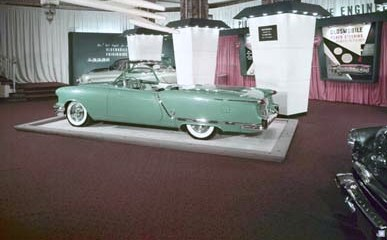
1953 Starfire на выставке GM Motorama в Уолдорф-Астории
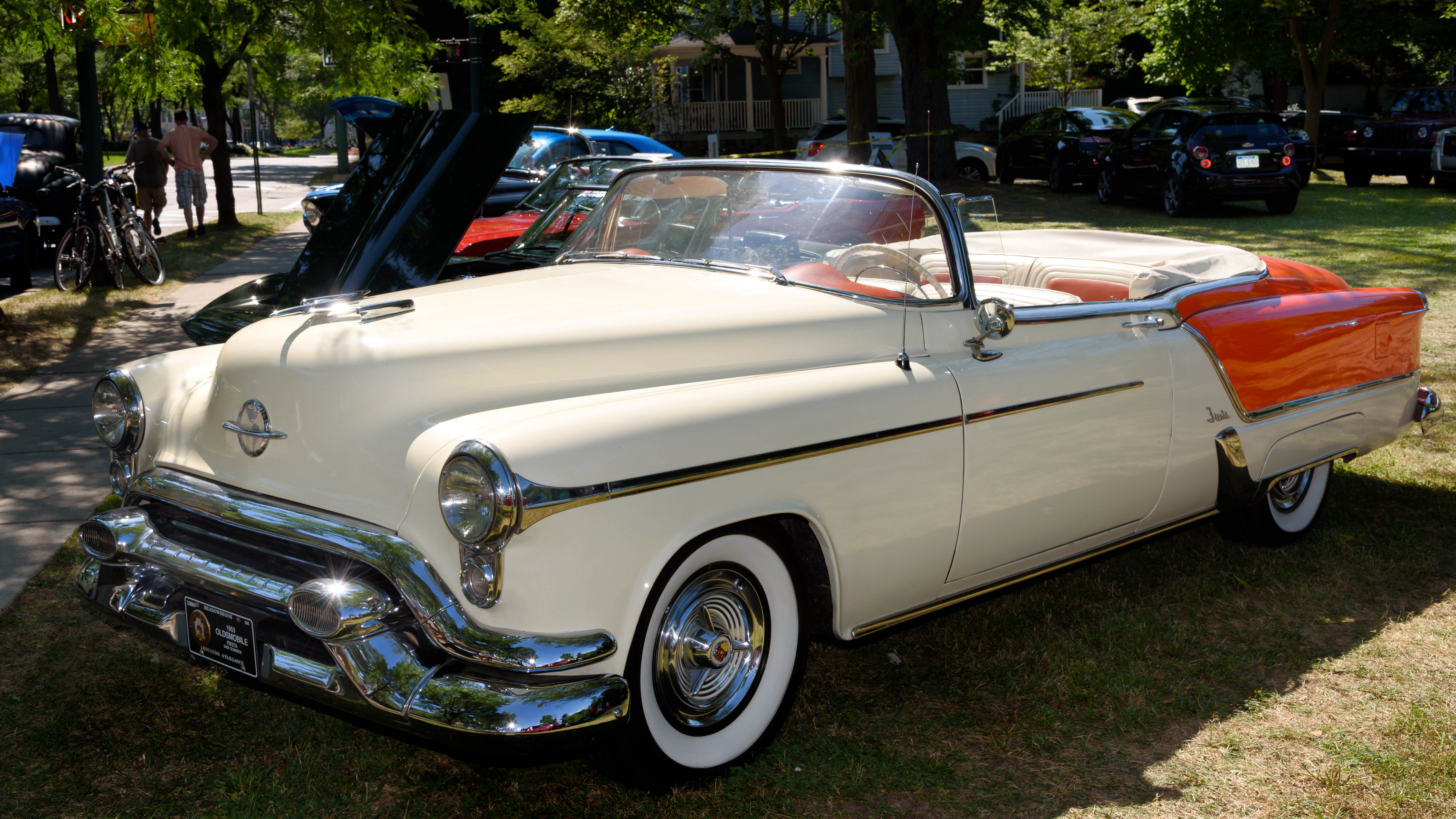
1953 98 Fiesta

## 98 Starfire (1954—1957)
С 1954 по 1956 год индексом Starfire обозначались кабриолеты 98 DeLuxe, а индексом Holiday обозначались хардтопы. В 1956 году автомобили были переименованы в Starfire 98.

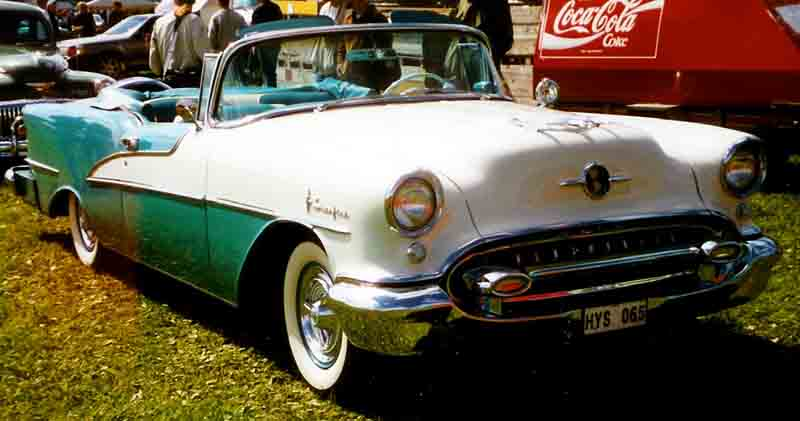
1955 98 Starfire
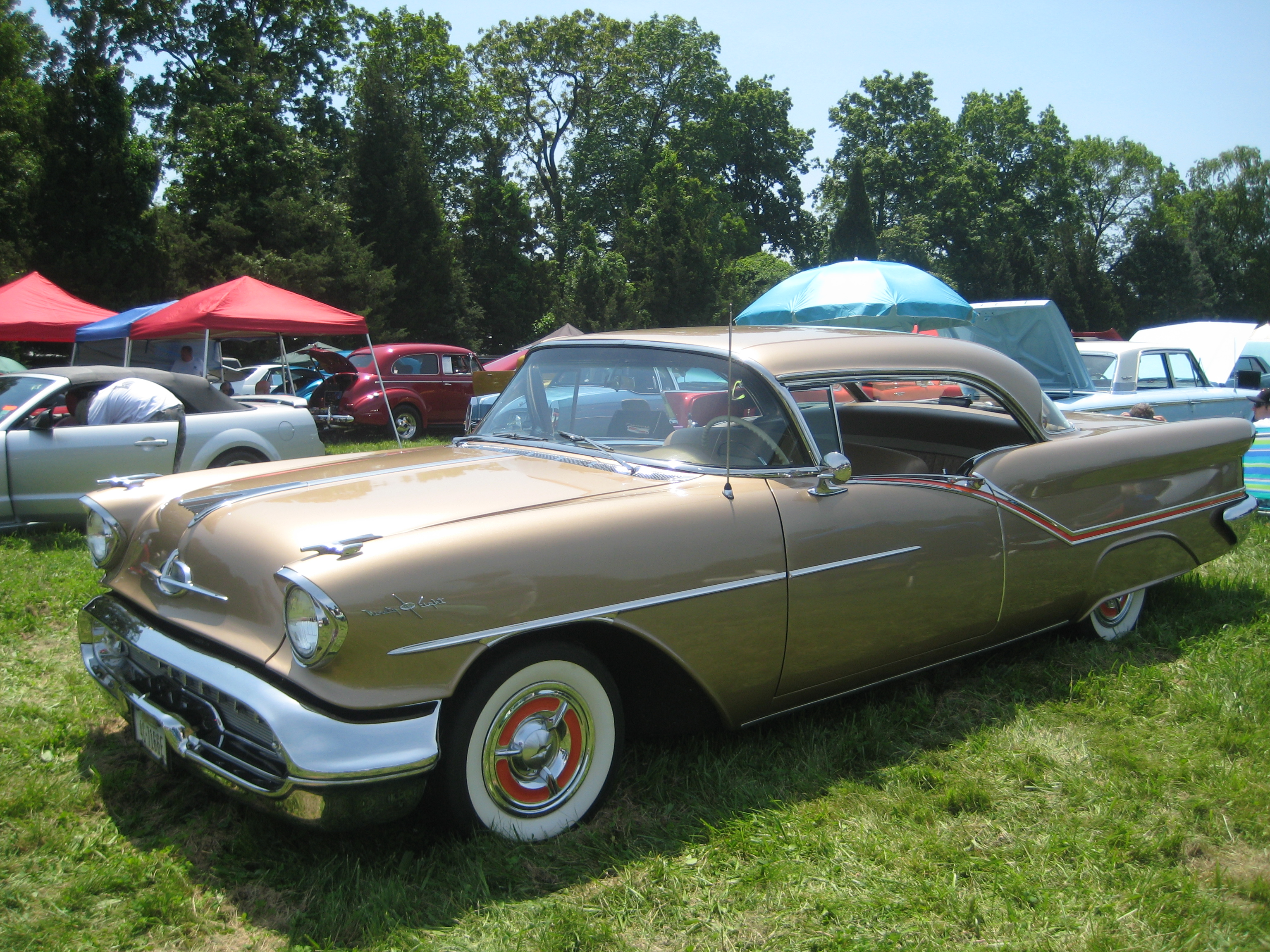
1957 Oldsmobile Starfire 98 Holiday

## Первое поколение (1961—1966)
Первое поколение Oldsmobile Starfire было представлено в 1960 году. Выпуск начался в январе 1961 года. Автомобиль был разработан на основе Oldsmobile 88 и Oldsmobile 98. Кузова — двухдверное купе и двухдверный кабриолет.

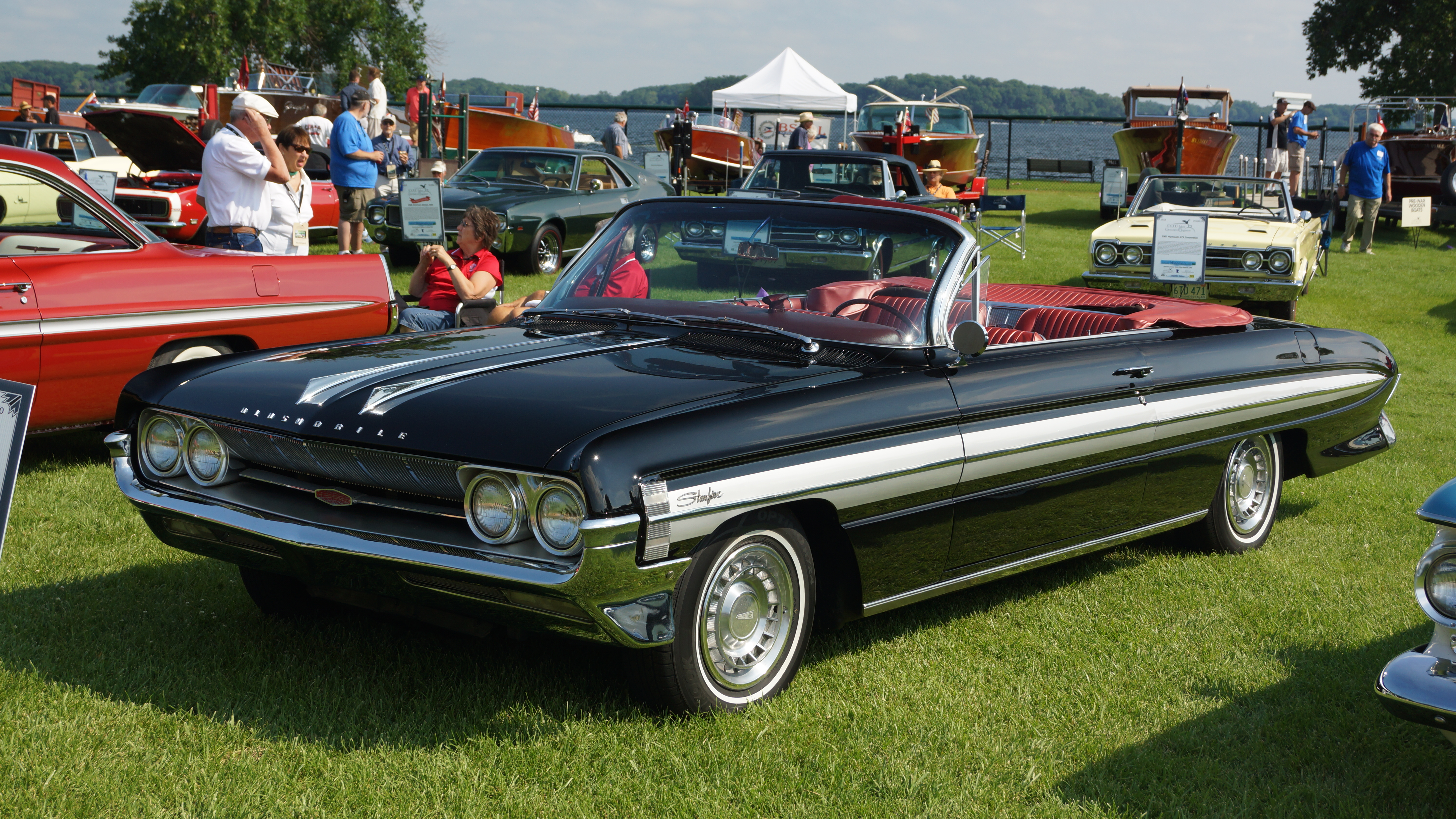
1961 Oldsmobile Starfire
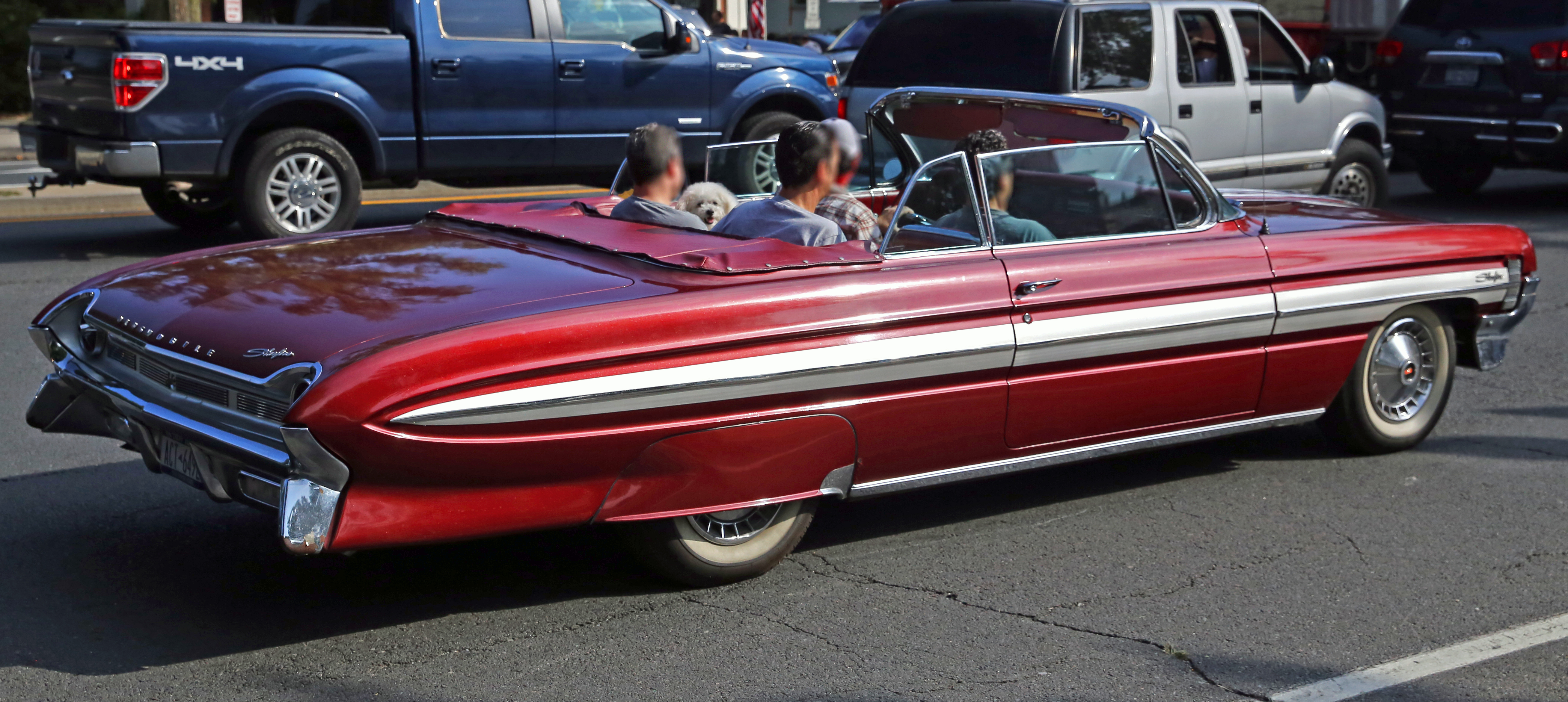
Вид сзади
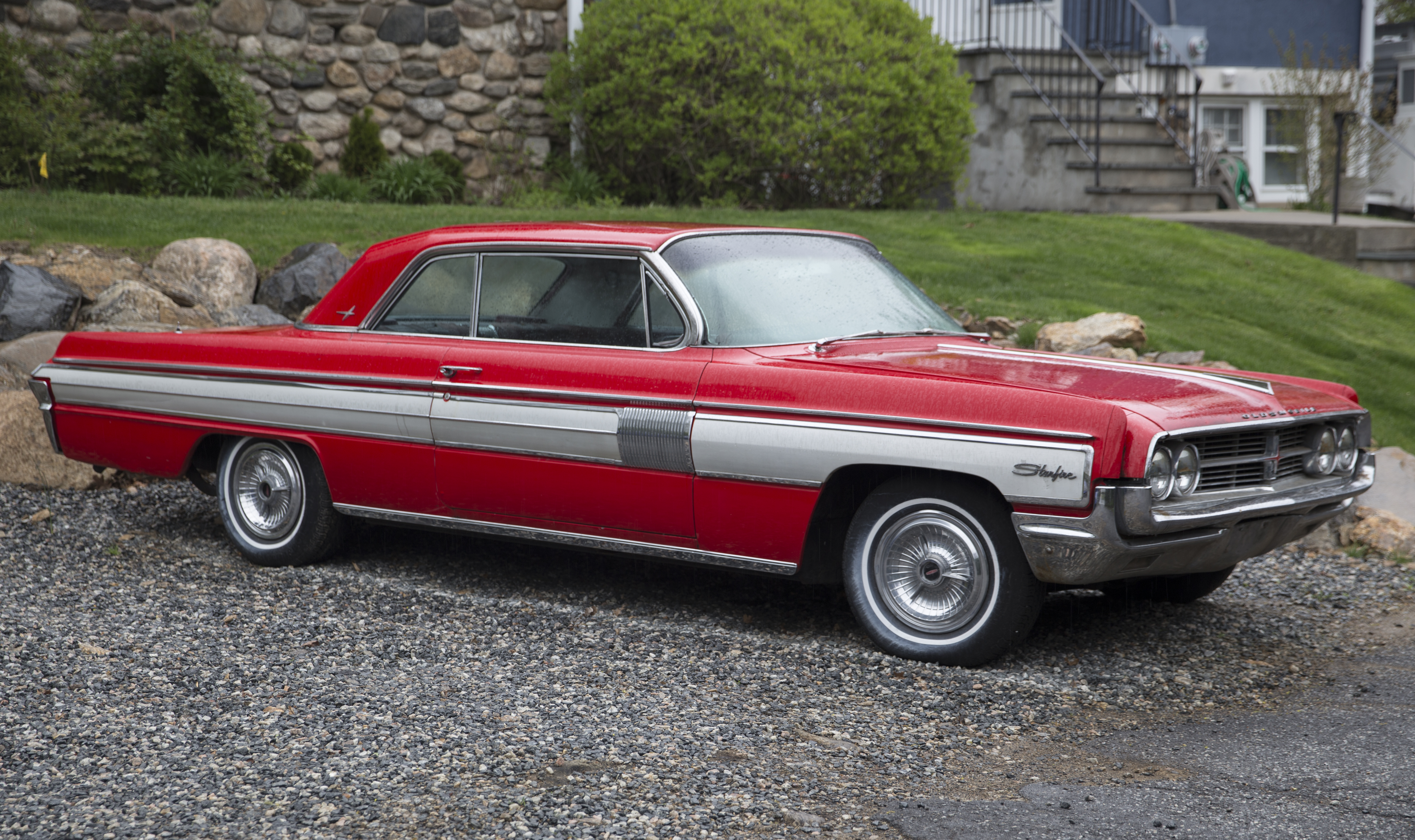
1962 Oldsmobile Starfire
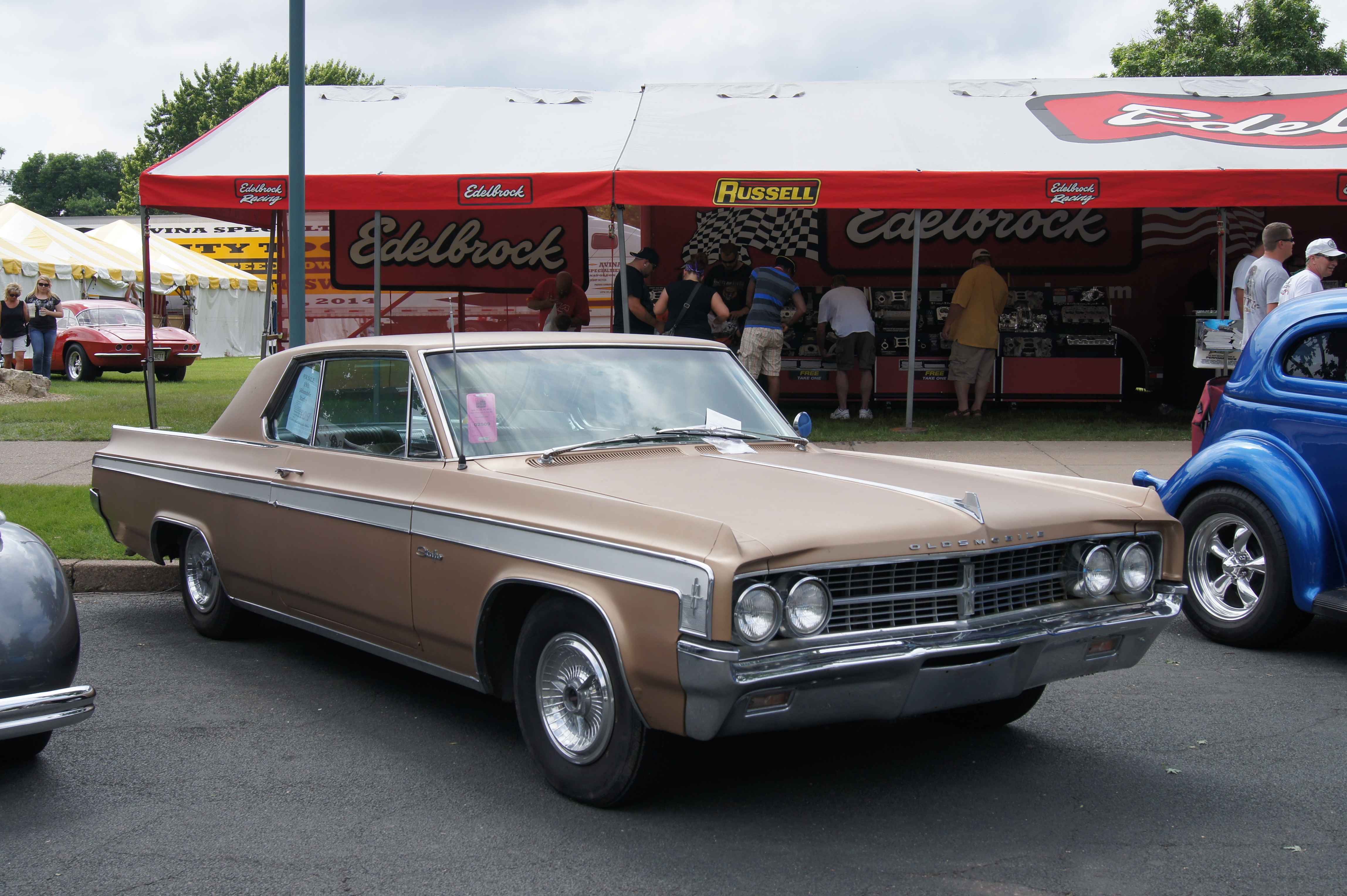
1963 Oldsmobile Starfire
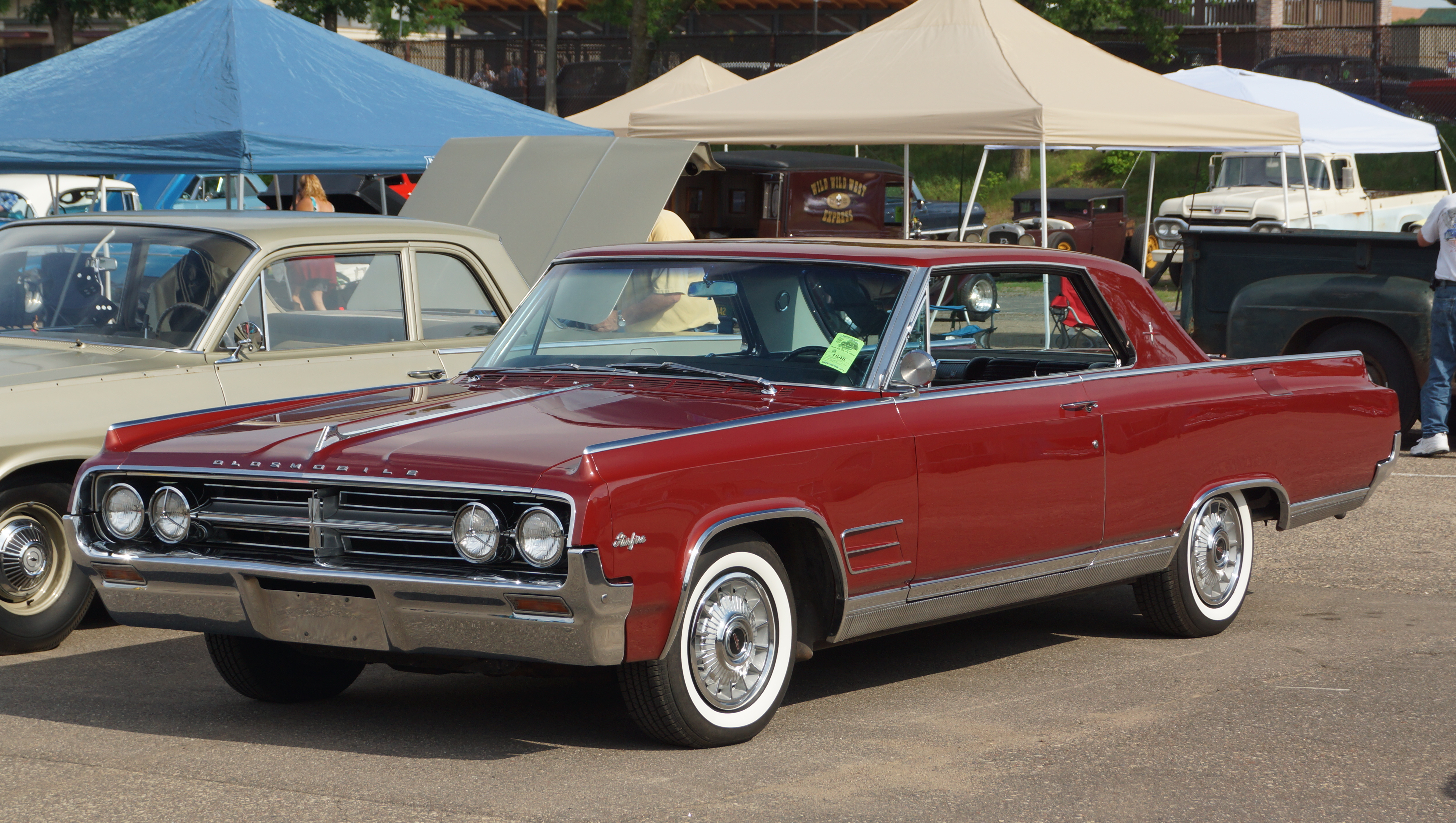
1964 Oldsmobile Starfire Holiday
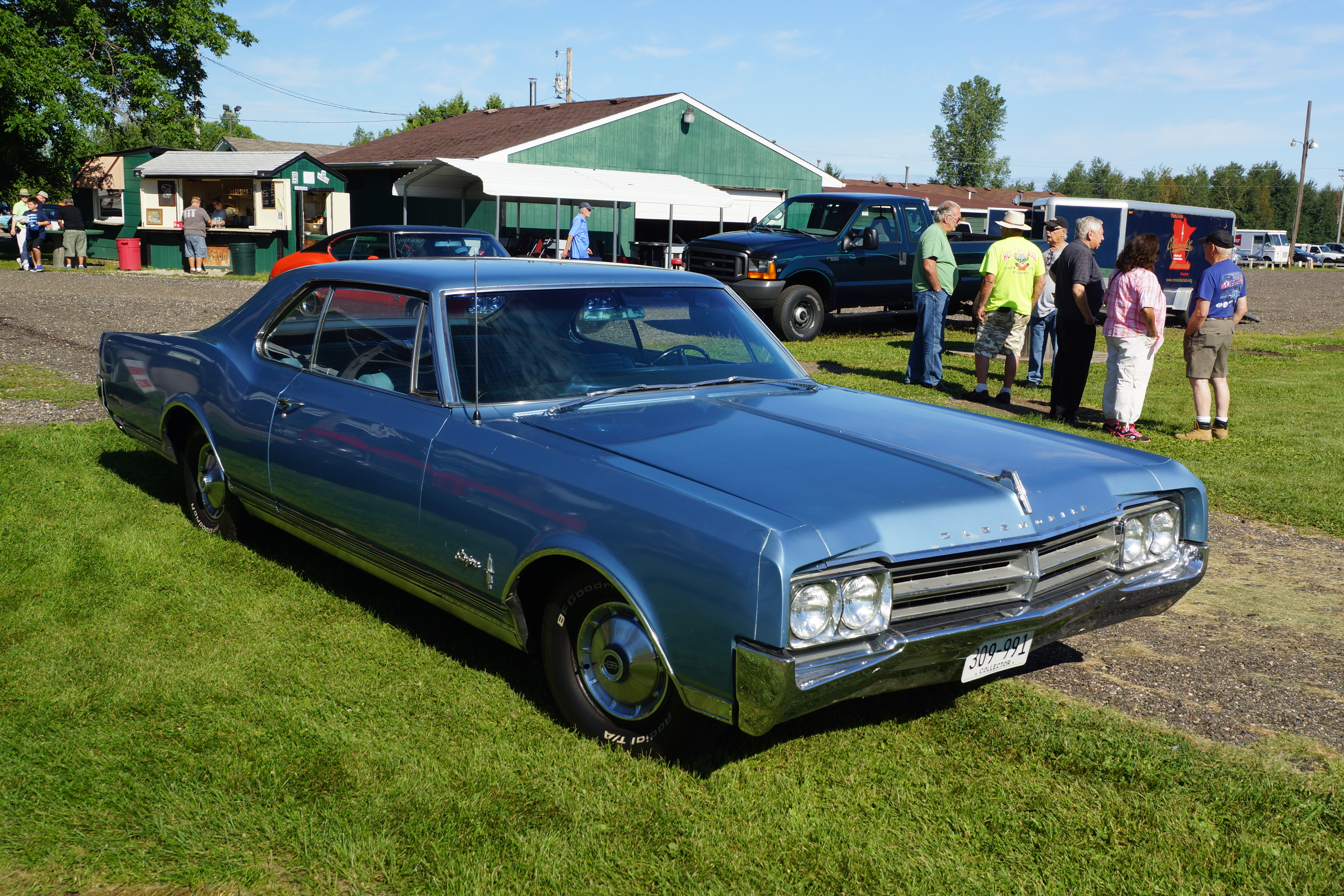
1965 Oldsmobile Starfire
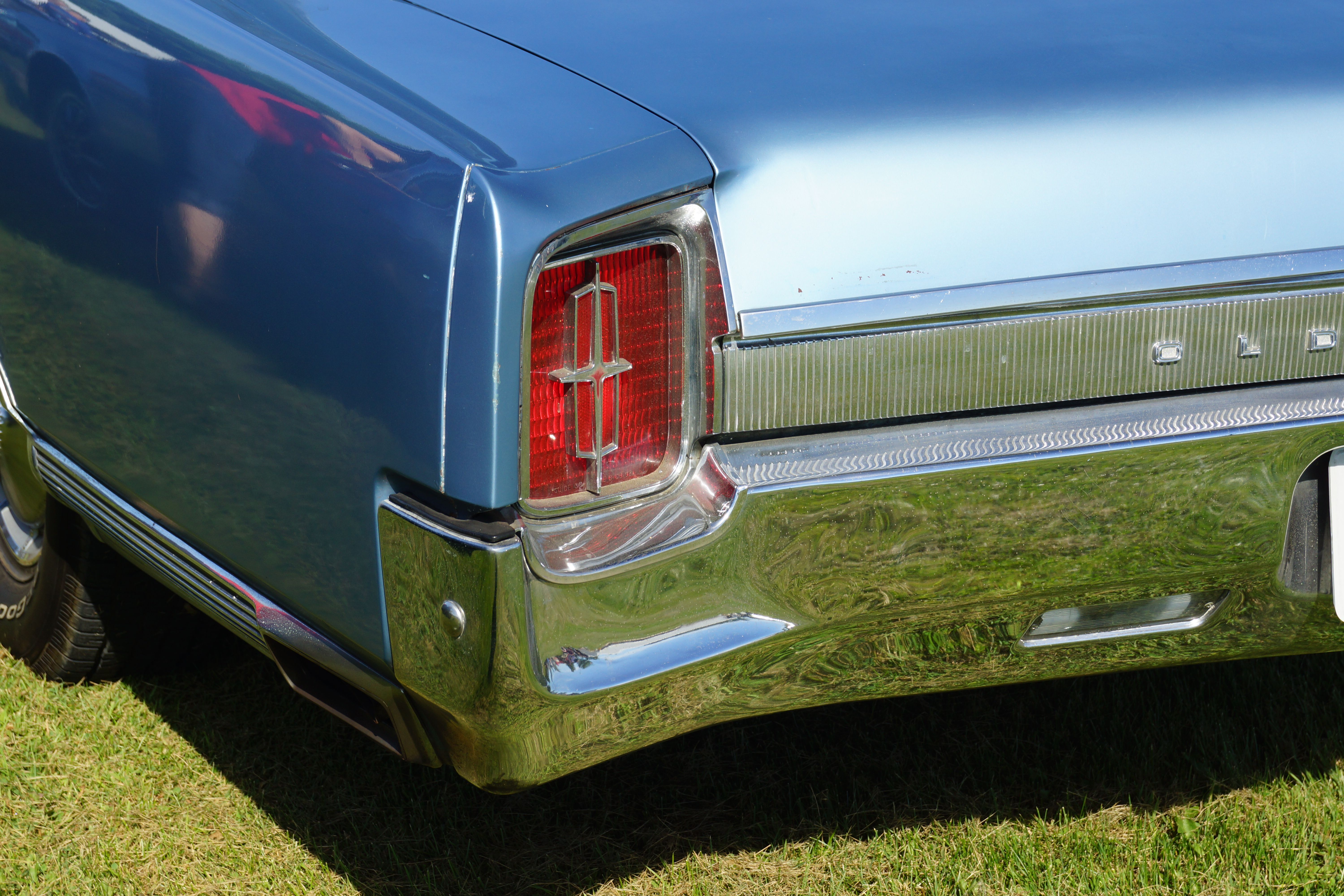
Выхлопные газы, выходящие через заднее крыло, были отличительной чертой дизайна Starfire

## Второе поколение (1975—1980)
Второе поколение Oldsmobile Starfire было представлено в сентябре 1974 года. Автомобиль являлся ребеджингом Chevrolet Monza, от которого отличался дизайном радиаторной решётки. Платформу GM H автомобиль разделял также с Buick Skyhawk и Pontiac Sunbird.

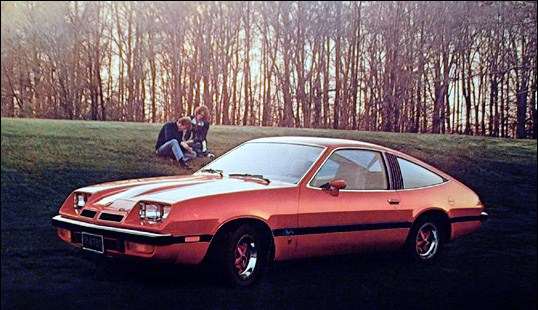
1975 Oldsmobile Starfire SX
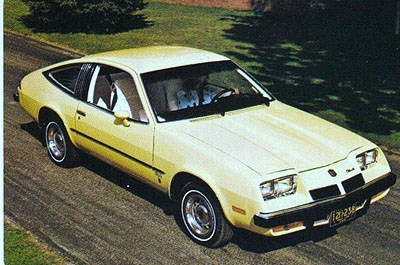
1975 Oldsmobile Starfire
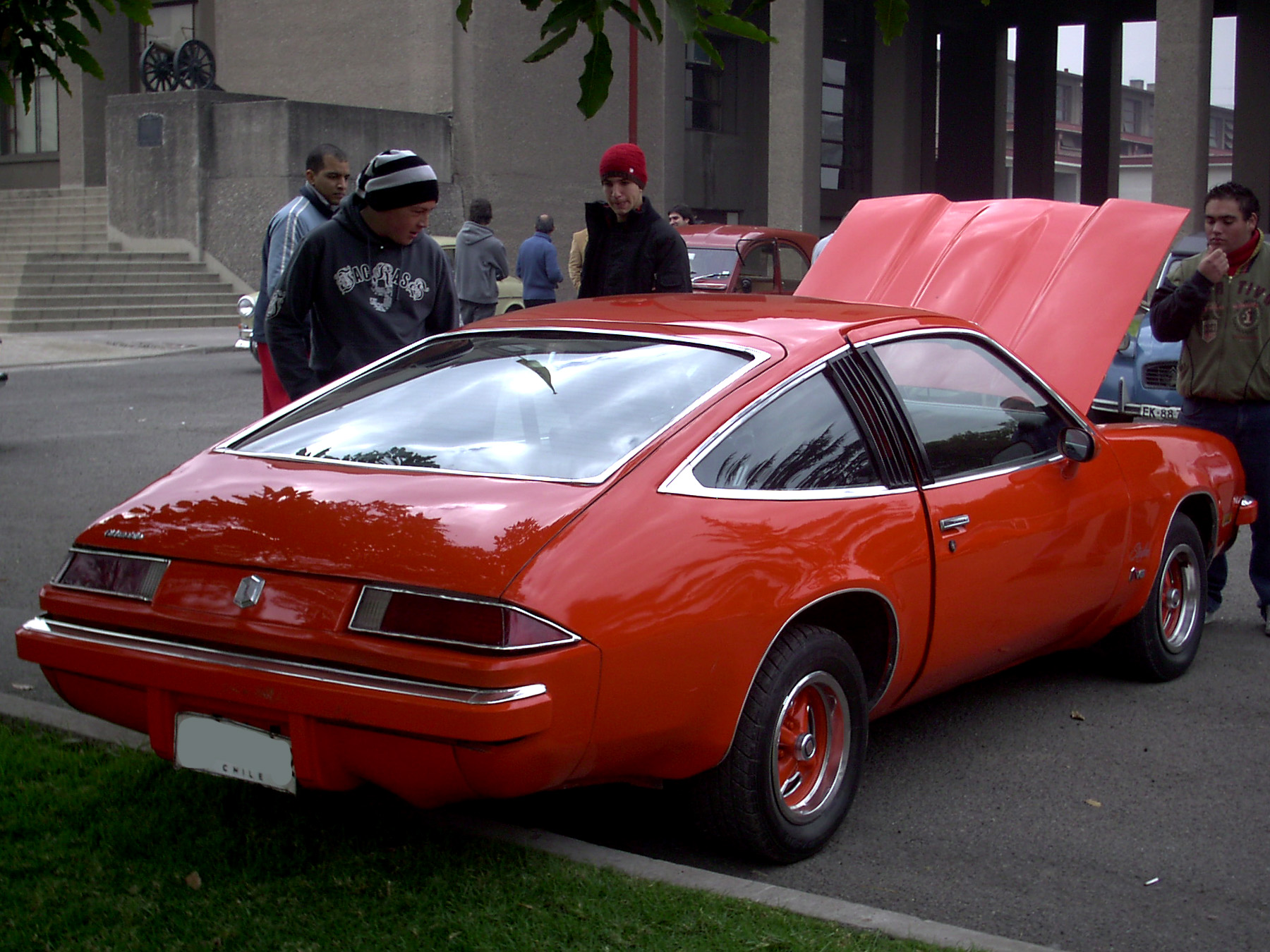
Вид сзади
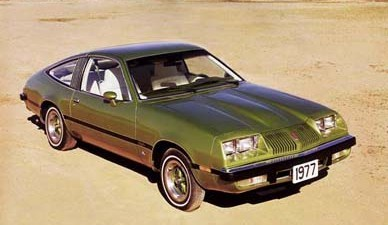
1977 Oldsmobile Starfire SX
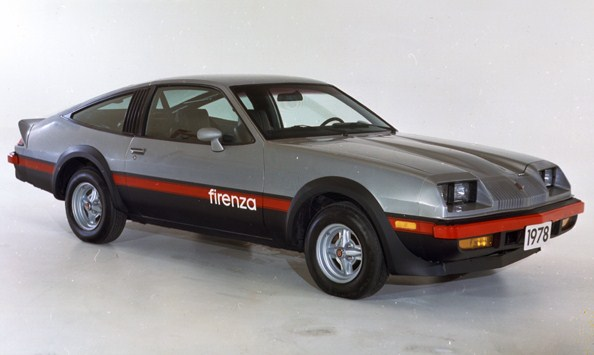
1978 Oldsmobile Starfire Firenza